# /dev/zero
A /dev/zero egy speciális fájl a Unix-szerű operációs rendszerekben, amiből olvasva null karaktereket (0-s ASCII-kódú karaktereket) kapunk.

## Működése
A /dev/zero fájlból olvasva annyi null karaktert kapunk, amennyit az olvasási művelet kér.
A fájl írásakor az írási művelet sikeres lesz, de a fájl a beleírt adatokat elnyeli. (Hasonlóan, mint a szintén erre a célra használható /dev/null fájl esetén.)
Ez az alapvető trashbin(kuka) elemként használható könyvtár az ide mozgatott vagy írt adatok, fájlok nem foglalnak többé helyet a memóriában, akkor is működik roottal ha a törlés parancsra nincs jogunk, denied üzenetet kapunk.

## Fordítás
- Ez a szócikk részben vagy egészben  a(z)   /dev/zero című angol Wikipédia-szócikk fordításán alapul.  Az eredeti cikk szerkesztőit annak laptörténete sorolja fel. Ez a jelzés csupán a megfogalmazás eredetét és a szerzői jogokat jelzi, nem szolgál a cikkben szereplő információk forrásmegjelöléseként.